# 加州貘
加州貘（學名：Tapirus californicus）為已滅絕的一種貘，棲息於更新世時期的北美洲，約於 13,000 年前絕種。
北美洲的貘最早發現於五千萬年前始新世的加拿大埃爾斯米爾島，在當時屬於溫帶氣候。一千三百萬年前棲息於南加利福尼亞州的貘外型與現存的貘外型已十分相似。
在更新世時，除了加州貘外其他數種貘也棲息於北美洲，包括Tapirus merriami（加利福尼亞州、亞利桑那州）、Tapirus veroensis（佛羅里達州、喬治亞州、堪薩斯州、田納西州）、Tapirus copei（賓夕法尼亞州至佛羅里達州）。
加州貘跟現存的貘一樣可能都為獨居動物，棲息於南加利福尼亞州的沿海地區（然後有一個樣本卻是發現於奧勒岡州），偏好森林以及靠近湖泊和河川的草地地區。牠們體重估計可達 225（496磅） ，體長則可達 140 cm（4.6英尺），不過至今仍然沒有發現完整的化石標本。加州貘具有較短的鼻骨，提供強壯的肌肉與韌帶連結並形成類似於現存貘的長鼻。牠們為草食性，以灌木、葉片、水生植物、水果及種子為食。可能的掠食者包括同時期生活於同地區的斯劍虎、恐狼及美洲擬獅。
許多加州貘的化石發現於洛杉磯的拉布雷亞瀝青坑，在該地區也發現了大量其他生活於更新世的物種化石。

## 分類學
許多研究證據顯示，目前於更新世北美洲發現的五種貘（包括加州貘、Tapirus copei（異名 Tapirus haysii）、Tapirus lundeliusi、Tapirus merriami、Tapirus veroensis）可能其實都屬於同一物種，Merriam 認為加州貘其實為 Tapirus haysii 的亞種。加州貘與 T. veroensis 的外型特徵幾乎相同且兩者生存年代也幾乎重疊，唯一的不同點只有發現地點而已。而 T. haysii、T. veroensis 與 T. lundeliusi 的特徵也十分相近，被歸納於同一亞屬（Helicotapirus）之下。此外， T. haysii 與 T. veroensis 之間的差異僅在於體型、生存年代與牙齒磨損程度而已。